# قوام نکرومه
کوآمه انکروما (زاده ۲۱ سپتامبر ۱۹۰۹ – درگذشته ۲۷ آوریل ۱۹۷۲)، سیاستمدار اهل غنا که بانی استقلال این کشور بود. نکرومه بین سال‌های ۱۹۵۷ تا ۱۹۶۰ میلادی اولین نخست‌وزیر کشور غنا و بین سال‌های ۱۹۶۰ تا ۱۹۶۶ میلادی اولین رئیس‌جمهور این کشور بود.
او در پی کودتای نظامیان در سال ۱۹۶۶ حکومتش سرنگون، مجبور به ترک کشور و به کشور رومانی پناهنده شد.

## زندگی
انکروما در ۲۱ سپتامبرِ ۱۹۰۹ در نکروفول، ساحل طلا (اکنون در غنا) در خانواده‌ای تنگدست و کم‌سواد متولد شد. نکروفول یک دهکده کوچک در منطقه نزما، در جنوب غربی ساحل طلا، نزدیک به مرز با مستعمره فرانسه ساحل عاج بود. پدرش همراه خانواده زندگی نمی‌کرد و در غرب غنا کار می‌کرد، جایی که او تا زمان مرگش تجارت طلا فروشی خود را دنبال کرد. قوام نکرومه توسط مادرش و درخانواده بزرگی که به شیوه سنتی با هم زندگی می‌کردند، و اقوام دورتر که اغلب به آنجا رفت‌وآمد داشتند، بزرگ شد.
او کودکی بی دغدغه‌ای را، در روستا، جنگل و دریای مجاور گذراند. بنا بر آداب و رسوم و  سنت  نامگذاری مردم آکان، نام کوآمه به او داده شد. نامی که به افراد مذکر متولد در روز یک شنبه داده می‌شود. در طول سالهای دانشجویی‌اش در ایالات متحده آمریکا او به نام فرانسیس نویا کوفی انکروما معروف بود، نامی که به افراد مذکر متولد در روز جمعه داده می‌شود. وی بعداً در سال ۱۹۴۵، زمانی که در انگلیس بود، نام کوآمه انکروما را ترجیح داد و برای خود برگزید. به گفته ابنزر اوبیری آدو، در مطالعه خود دربارهٔ رئیس‌جمهور آینده، «نکرومه» نامی است که به‌طور سنتی به فرزند نهم خانواده داده می‌شود. این نشان می‌دهد که قوام احتمالاً آن مکان را در خانه پدرش که چندین زن داشت نگه‌داشته‌است.
قوام تنها فرزند مادرش بود. مادر نکرومه او را به یک مدرسه ابتدایی کاتولیک در شهر کوچک هاف آسینی فرستاد و او در آنجا دانش‌آموز زبردستی شد. گفته می‌شود یک کشیش کاتولیک رومی آلمانی به نام جورج فیشر تأثیر زیادی بر تحصیلات ابتدایی وی داشته‌است. اگرچه مادر او، که الیزابت نیانیبا (۱۸۷۶ / ۷۷–۱۹۷۹) نام داشت، بعداً اظهار داشت سال تولد وی ۱۹۱۲ است. اما نکرومه خودش نوشت که وی در ۲۱ سپتامبر ۱۹۰۹ متولد شد. نیانیبا، که از خانواده آگونا است، وقتی با پدر قوام ازدواج کرد یک ماهی فروش و خرده فروش بود.هشت روز پس از تولد، پدرش او را به نام فرانسیس نویا-کوفی به نام یکی از اقوامش نامگذاری کرد. اما بعداً والدینش او را به نام فرانسیس قوام نگولوما نامیدند.
نکرومه در سال ۱۹۳۰ گواهینامه معلمی خود را از کالج پرنس ولز در آچیموتا دریافت کرد. در سال بعد در دبستان کاتولیک رومی در المینا پست تدریس به او داده شد. پس از یک سال که در آنجا بود، به عنوان مدیر مدرسه در شهر آکسیم منصوب شد. در آکسیم، او وارد سیاست شد و انجمن ادبی نزیما را تأسیس کرد. در سال ۱۹۳۳، او به سمت یک معلم در حوزه علمیه کاتولیک در امیسانو منصوب شد. اگرچه زندگی در آنجا سخت بود، اما او این کار را پسندید، و فکر کرد که یک عضو کلیسای انجمن عیسی شود. نکرومه سخنرانی روزنامه‌نگار و رئیس‌جمهور آینده نیجریه نمدی آزیکیوه را زمانی که او در اچیموتا دانشجو بود شنیده بود. این دو نفر با هم ملاقات کردند و نفوذ آزیکیوه باعث افزایش علاقه نکرومه به ناسیونالیسم سیاه شد. معلم جوان تصمیم گرفت که تحصیلات خود را ادامه دهد. Azikiwe آزیکیوه در دانشگاه لینکلن، یک کالج سیاه پوستان در شهرستان چستر، پنسیلوانیا، در غرب فیلادلفیا تحصیل کرده بود. او به نکرومه توصیه کرد که در آنجا ثبت نام کند. نکرومه، که در آزمون ورودی دانشگاه لندن قبول نشده بود، بودجه ای را برای سفر و تحصیلات خود از بستگان به‌دست آورد. او از طریق انگلیس سفر کرد و در آنجا از حمله ایتالیا به اتیوپی، یکی از معدود ملتهای مستقل آفریقایی، باخبر و خشمگین شد. او در اکتبر ۱۹۳۵ وارد ایالات متحده شد. 

چهره قوام نکرومه بر روی تمبر پستی شوروی

### ایالات متحده
به گفته جان هنریک کلارک، تاریخ‌نگار، در مقاله‌اش در مورد اقامت نکرومه در آمریکا، «ده سالی که او در ایالات متحده گذراند تأثیر ماندگاری بر بقیه عمر او خواهد داشت.» نکرومه خواستار ورود به دانشگاه لینکلن مدتی قبل از شروع تحصیل در آنجا بود. در تاریخ ۱ مارس ۱۹۳۵، وی نامه‌ای را به دانشگاه ارسال کرد مبنی بر اینکه درخواست وی بیش از یک سال در انتظار مانده‌است. در اکتبر ۱۹۳۵ وقتی او به نیویورک رسید، به پنسیلوانیا رفت، و با وجود آنکه کمبود بودجه داشت، برای یک نیمسال تحصیلی در آنجا ثبت نام کرد. وی به زودی بورسیه تحصیلی خود را که هزینه تحصیل وی در لینکلن را تأمین می‌کرد، به دست آورد. وی در طول مدت حضور در ایالات متحده کمبود بودجه داشت. وی برای تأمین هزینه‌های زندگی خود در مشاغل کم‌اهمیت، از جمله ظرفشویی کار می‌کرد. روزهای یکشنبه، وی به کلیساهای پرسپیترین سیاهان در فیلادلفیا و نیویورک می‌رفت.
نکرومه در سال ۱۹۳۹ تحصیلات لیسانس خود را در رشته اقتصاد و جامعه‌شناسی به پایان رساند. سپس دانشگاه لینکلن وی را به عنوان استادیار فلسفه منصوب کرد. وی همچنین دعوت‌نامه‌هایی برای سخنران مهمان از کلیساهای پروتستان در فیلادلفیا و نیویورک دریافت کرد. در سال ۱۹۳۹، نکرومه در قسمت تربیت کشیشان در لینکلن و در دانشگاه آیوی لیگ پنسیلوانیا در فیلادلفیا ثبت نام کرد و در سال ۱۹۴۲، وی درانجمن برادری فی بتا سیگما در دانشگاه لینکلن وارد شد. نکرومه در سال ۱۹۴۲ از لینکلن، و به عنوان دانشجوی برتر دوره، لیسانس الهیات گرفت. وی سال بعد وی موفق به اخذ مدرک کارشناسی ارشد در فلسفه و کارشناسی ارشد در آموزش شد. نکرومه در مدتی که در دانشگاه پنسیلوانیا بود، با ویلیام اورت ولمرز زبان‌شناس کار می‌کرد و مطالب گفتاری را فراهم می‌کرد که پایه و اساس اولین دستور زبان توصیفی گویش مادری او از زبان اکانی را تشکیل داد. 
نکرومه تابستان را در هارلم، یک محل زندگی، اندیشه و فرهنگ سیاه‌پوستان گذراند. او به سختی در شهر نیویورک مسکن و کار پیدا کرد و خود را درگیر جامعه کرد.  او شب‌ها را به گوش دادن و گفتگو با مردم  کوچه و خیابان گذراند و به گفته کلارک، قوام نکرومه سالهای حضورش در آمریکا را تعریف کرد؛
«این شب‌ها بخش مهمی از آموزش آمریکایی قوام نکرومه بود. او به دانشگاهی می‌رفت - دانشگاه خیابان هارلم. این زمان معمولی نبود و این سخنرانان خیابانی مردمی معمولی نبودند ».
نکرومه یک دانشجوی فعال بود. او گروهی از دانشجویان آفریقایی خارج از کشور را در پنسیلوانیا سازماندهی کرد و انجمن دانشجویان آفریقایی آمریکا و کانادا را تأسیس کرد که خود نیز مدیران شد. برخی از اعضای این انجمن این تصور را داشتند که این گروه باید به دنبال این باشد که هر مستعمره به تنهایی استقلال خود را به دست آورد. نکرومه اما بر استراتژی پان‌آفریقایی پا می‌فشرد. نکرومه نقش مهمی در کنفرانس پان آفریقایی در نیویورک در سال ۱۹۴۴ ایفا کرد. در آنجا از ایالات متحده خواست در پایان جنگ جهانی دوم، به توسعه و آزاد شدن آفریقا کمک کند.
معلم قدیمی او آگری در سال ۱۹۲۹ در ایالات متحده درگذشت و در ۱۹۴۲ نکرومه نمازهای سنتی برای آگری را در کنار مزارش اقامه کرد. این منجر به وقفه ای بین او و لینکلن شد، هرچند که پس از برجسته شدن در ساحل طلا، در سال ۱۹۵۱ بازگشت و درجه افتخاری را پذیرفت.
نکرومه کتاب‌هایی در مورد سیاست و الهیات خواند و مباحث فلسفه را خصوصی به دانشجویان دیگر می‌آموخت. در ۱۹۴۳ نکرومه با مارکسیست ترینیدادی سی. ال. آر. جیمز، مهاجر روسی رایا دانایفسکایا و گریس لی بوگز آمریکایی-چینی، که همه آنها عضو یک گروه فکری مارکسیستی آمریکایی بودند آشنا شد. نکرومه بعداً به جیمز بیشتر پرداخت و نحوه عملکرد یک جنبش زیرزمینی را به او آموخت.

### لندن

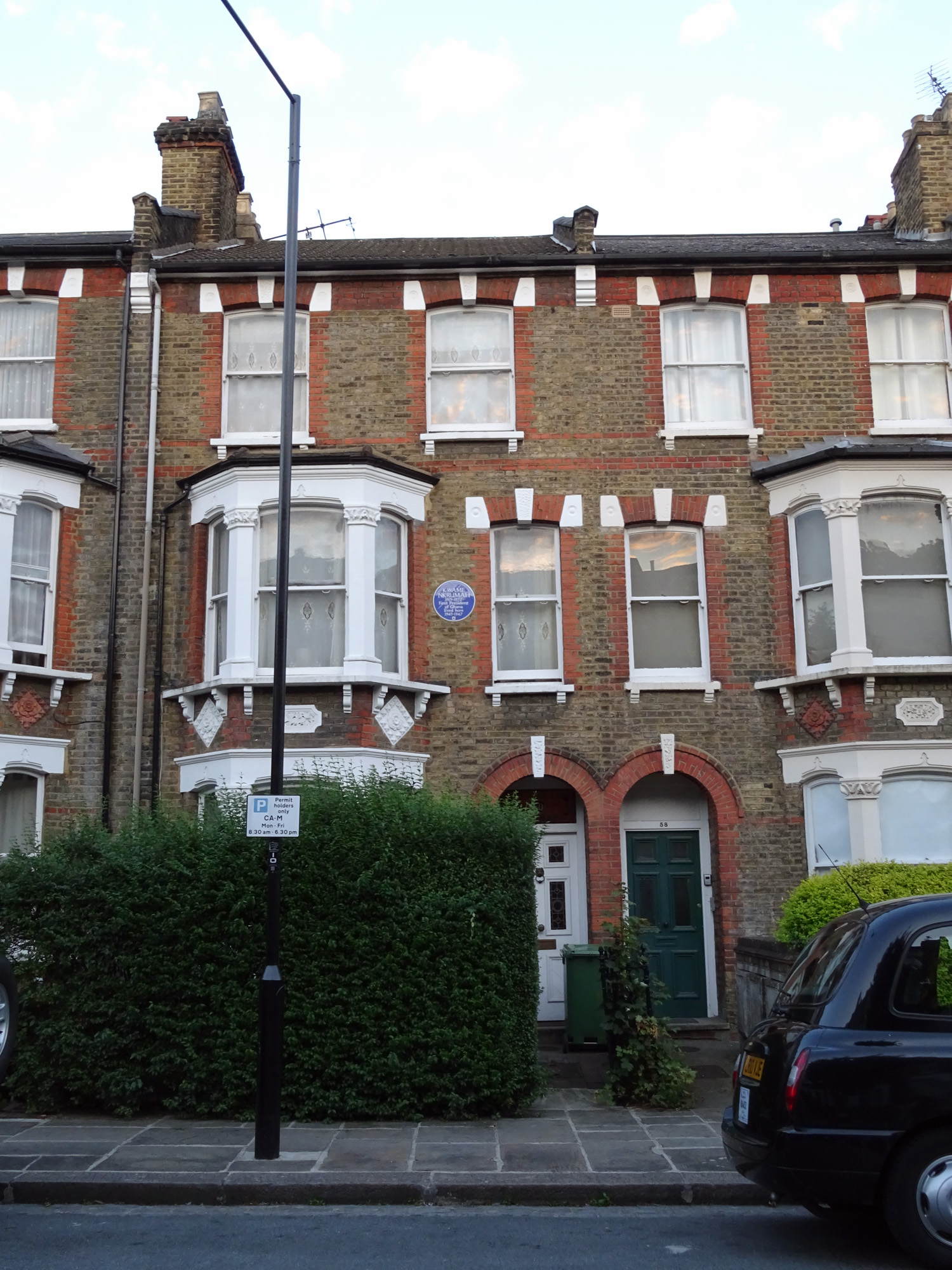
خانه شماره ۶۰خیابان برگلی در منطقه کنتیش لندن، جایی که نکرومه بین سالهای ۱۹۴۵ تا ۱۹۴۷ زندگی می‌کرد.

نکرومه در ماه مه ۱۹۴۵ به لندن بازگشت و در مدرسه اقتصاد لندن برای دکترا در رشته انسان‌شناسی ثبت نام کرد. او پس از یک ترم انصراف داد و سال بعد در کالج دانشگاهی لندن ثبت نام کرد با این نیت که پایان‌نامه‌ای در مورد «دانش و پوزیتیویسم منطقی» بنویسد. سر پرست او، آلفرد جی آیر، نکرومه را به عنوان یک "فیلسوف درجه یک" نمی‌دانست و گفت: "من او را دوست داشتم و از صحبت کردن با او لذت م بردم، اما به نظر نمی‌رسید او ذهن تحلیلی داشته باشد. او خیلی سریع پاسخ می‌خواست. فکر کنم شاید بخشی از مشکل این بود که او خیلی روی پایان‌نامه خود تمرکز نمی‌کرد. این راهی برای استفاده از زمان بود تا اینکه فرصت بازگشت به غنا برای او فراهم شد. بالاخره نکرومه در رشته حقوق در مدرسه حقوق سیتی ثبت نام کرد اما آن را به پایان نبرد.
نکرومه وقت خود را صرف سازماندهی سیاسی کرد. او و پادمور از جمله سازمان دهندگان اصلی و پشتیبانان پنجمین کنگره پان‌آفریقایی درشهر منچستر انگلستان (۱۵–۱۹ اکتبر ۱۹۴۵) بودند.[ این کنگره راهبردی برای جانشینی استعمار با سوسیالیسم آفریقایی تدوین کرد. آنها برای رسیدن به ایالات متحده آفریقای فدرال، با سازمان‌های منطقه‌ای به هم پیوسته، که از طریق ایالت. های جداگانه با حاکمیت محدود اداره می‌شود، توافق کردند. آنها برنامه‌ریزی کردند که فرهنگ جدید آفریقایی را بدون قبیله‌گرایی، دموکراتیک در یک سیستم سوسیالیستی، ترکیب جنبه‌های سنتی با تفکر مدرن دنبال کنند و در صورت امکان، این امر با ابزارهای غیرخشونت‌آمیز محقق شود. 
در میان کسانی که در کنگره شرکت کردند دابلیو. ئی. بی. دیو بویس و همچنین برخی از کسانی که بعداً نقش رهبری را در هدایت کشورهای خود به سمت استقلال بر عهده گرفتند، بودند. از جمله  این افراد هستینگز باندا از نیاسالند (که بعدا به مالاوی تبدیل شد)، جومو کنیاتا از کنیا و اوبافمی آولوو از نیجریه بود.
این کنگره به دنبال ایجاد فعالیت آفریقایی مستمر در بریتانیا از طریق دبیرخانه ملی آفریقای غربی (WANS) بود تا در جهت استعمارزدایی آفریقا تلاش کند. نکرومه منشی WANS شد. نکرومه علاوه بر سازماندهی آفریقایی‌ها برای به دست آوردن آزادی ملت‌هایشان، همچنین به دنبال کمک به بسیاری از دریانوردان آفریقای غربی بود که در پایان جنگ در لندن گیر افتاده بودند، و یک انجمن کارگران رنگین پوست را برای توانمندسازی و حمایت از آنها تأسیس کرد. وزارت امور خارجه ایالات متحده و ام‌آی۵ نکرومه و WANS را با سوءظن ارتباط با کمونیسم زیر نظارت و تحقیق قرار داد. 

## بازگشت به ساحل طلا

### کنوانسیون ساحل طلای متحد

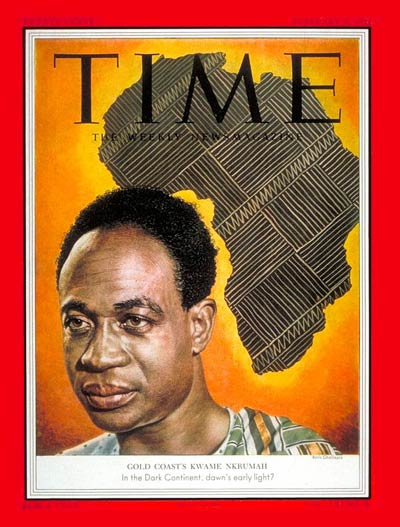
قوام نکرومه بر روی جلد مجله تایمز ، ۹ فوریه ۱۹۵۳

در سال ۱۹۴۶ قانون اساسی ساحل طلایی برای اولین بار به آفریقایی‌ها در شورای قانونگذاری اکثریت داد. و این به عنوان یک گام بزرگ به سمت خودگردانی تلقی می‌شد. ترتیب جدید اولین حزب سیاسی واقعی درآن مستعمره را در اوت ۱۹۴۷به‌وجود آورد: کنوانسیون ساحل طلایی متحد (UGCC). کنوانسیون دنبال آن بود که یک حکومت خودگران هر چه سریعتر ایجاد شود. از آنجایی که اعضای اصلی همگی افراد حرفه‌ای موفقی بودند، باید به کسی پول می‌دادند تا حزب را اداره کند و انتخاب آنها به پیشنهاد آکو ادجی بر عهده نکرومه افتاد. نکرومه در این  تردید کرد زیرا که می دید که UGCC توسط منافع محافظه کار کنترل می‌شود، اما ازطرفی هم می‌دید که پست جدید فرصت‌های سیاسی زیادی به او می‌دهد، لذا آن را پذیرفت. پس از اینکه توسط مقامات بریتانیایی در مورد وابستگی‌های کمونیستی‌اش مورد بازجویی قرار گرفت، نکرومه در نوامبر 1947 در لیورپول سوار بر کشتی MV Accra به سمت وطنش حرکت کرد.  
پس از توقف‌های کوتاهی در سیرالئون، لیبریا و ساحل عاج، نکرومه به ساحل طلا رسید. او پس از یک اقامت کوتاه و ملاقات مجدد با مادرش در تارکوا، در ۲۹ دسامبر ۱۹۴۷ در مقر حزب در سالتپوند شروع به کار کرد و در آنجا در سمت دبیرکل ادامه داد.  نکرومه به سرعت طرح‌هایی را برای ایجاد شعبه‌های UGCC در سراسر مستعمره و اعتصابات در صورت لزوم برای دستیابی به اهداف سیاسی ارائه کرد. این موضع فعال، درکمیته حاکمیت حزب که توسط جی بی دانکوا رهبری می‌شد، ایجاد دودستگی کرد. نکرومه توری را برای به دست آوردن کمک‌های مالی برای UGCC و ایجاد شعبه‌های جدید آن آغاز کرد.

## حزب کنوانسیون مردم

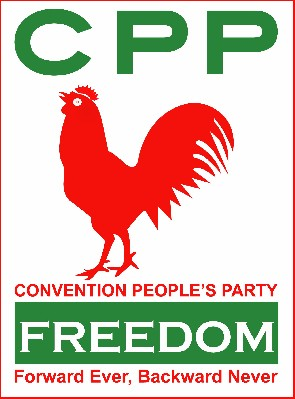
خروس قرمز، "به جلو، هرگز به عقب": آرم و شعار حزب کنوانسیون مردم

از آوریل ۱۹۴۹، فشار قابل توجهی بر نکرومه از طرف هوادارانش برای ترک UGCC و تشکیل حزب خود وجود داشت.  در ۱۲ ژوئن ۱۹۴۹، او تشکیل حزب کنوانسیون مردم (CPP) را اعلام کرد که به گفته نکرومه، کلمه «کنوانسیون» برای بردن توده‌ها با خود انتخاب شد. 
تلاش‌هایی برای بهبود مشکلات حزب صورت گرفت. در یکی از جلسات ژوئیه، با بازگرداندن نکرومه به عنوان دبیر و انحلال CPP موافقت شد. اما طرفداران نکرومه موافق نبودند و او را متقاعد کردند که این پیشنهاد را رد کند و در رهبری آنها بماند.
حزب کنوانسیون مردم، خروس قرمز را به عنوان نماد خود، که نمادی آشنا برای گروه‌های قومی محلی، و نمادی از رهبری، هوشیاری، و مردانگی بود، انتخاب کرد. نمادها و رنگ‌های حزب (قرمز، سفید و سبز) روی لباس‌ها، پرچم‌ها، وسایل نقلیه و خانه‌ها ظاهر می‌شد 

### رهبر تجارت دولتی و نخست‌وزیر
نکرومه هنگام تصدی مسئولیت دولتی با چندین چالش مواجه شد. او هرگز در دولت خدمت نکرده بود و نیاز داشت که این هنر را بیاموزد. ساحل طلایی از چهار منطقه تشکیل شده بود که چندین مستعمره سابق در یک منطقه ادغام شده بودند. نکرومه تلاش کرد آنها را تحت یک ملیت متحد کند و کشور را به استقلال برساند. 

## استقلال غنا

پرچم قدیمی و مستعمره‌ای غنا، نماد برتری امپراتوری بریتانیا

پرچم جدید غنا، ایجاد شده توسط نکرومه، نماد ملی‌گرایی آفریقایی و فراوانی

غنا در ۶ مارس ۱۹۵۷ مستقل شد. به عنوان اولین مستعمره آفریقایی بریتانیا که استقلال اکثریت حکومت را به دست آورد، جشن‌ها یی در آکرا به این مناسبت برگزار شد که توجه جهانیان را به خود جلب کرد. بیش از ۱۰۰ خبرنگار و عکاس این رویدادها را پوشش دادند. رئیس‌جمهور ایالات متحده، دوایت آیزنهاور، تبریکات خود را فرستاد و معاون او، ریچارد نیکسون، به نمایندگی از ایالات متحده در این رویداد شرکت کرد.
هیئت شوروی از نکرومه خواست هر چه زودتر از مسکو دیدن کند. رالف بانچ، دانشمند علوم سیاسی، یک آمریکایی آفریقایی‌تبار، از جانب سازمان ملل در آنجا حضور داشت، همچنین دوشس کنت نماینده الیزابت دوم بود. پیشنهادهای کمک از سراسر جهان سرازیر شد. حتی بدون آنها، با قیمت بالای کاکائو و پتانسیل توسعه منابع جدیدِ، کشور مرفه به نظر می‌رسید،
پرچم غنا که توسط تهودوشا کو طراحی شده‌است، پرچم سبز-زرد-قرمز شیر یهودا اتیوپی را وارونه کرده و یک ستاره سیاه را جایگزین شیر می‌کند. قرمز نماد خونریزی است. رنگ سبز به معنای زیبایی، کشاورزی و فراوانی است. زرد نشان دهنده ثروت معدنی است. و ستاره سیاه نشان دهنده آزادی آفریقایی است. نشان جدید کشور، طراحی شده توسط آمون کوتی، شامل عقاب، یک شیر، یک صلیب سنت جورج و یک ستاره سیاه، با تزئینات طلا می‌باشد. فیلیپ گبهو ساخت سرود ملی جدید، «خداوند به وطن ما غنا برکت دهد» را بر عهده گرفت.
به عنوان یادبودی برای ملت جدید، نکرومه میدان ستاره سیاه را در نزدیکی قلعه اوسو در منطقه ساحلی اوسو، در حومه پایتخت، آکرا، افتتاح کرد.  این میدان برای نمادهای ملی و راهپیمایی‌های توده‌ای میهن‌پرستانه استفاده می‌شود. 
تحت رهبری نکرومه، غنا برخی از سیاست‌ها و شیوه‌های سوسیال دمکراتیک را اتخاذ کرد. نکرومه یک سیستم رفاهی ایجاد کرد، برنامه‌های اجتماعی مختلفی را آغاز کرد و چندین مدرسه تأسیس کرد.

## رهبر غنا (۱۹۶۶–۱۹۵۵)

### تحولات سیاسی و انتخابات ریاست جمهوری

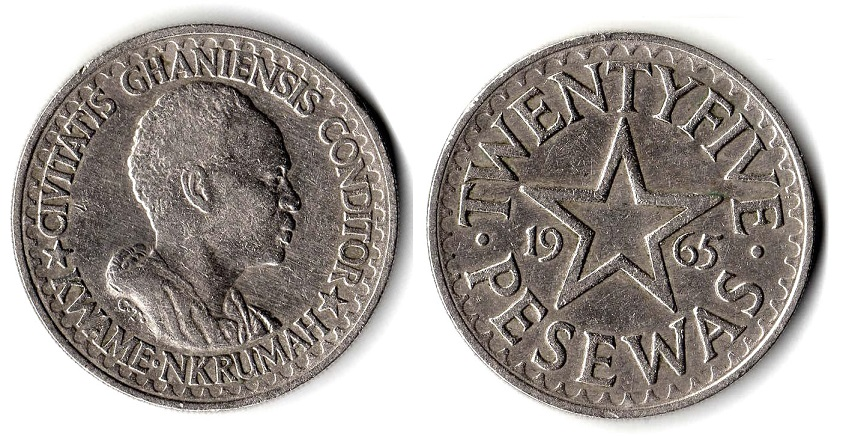
سکه ۲۵ پسوا (Ȼ۰٫۲۵) که تصویر نکرومه را دارد و بر روی ان نوشته‌است: Civitatis Ghanensis Conditor (بنیانگذار دولت غنا)

نکرومه فقط یک ماه عسل کوتاه داشت قبل از اینکه در میان مردمش ناآرامی ایجاد شود. دولت ارتش را به استان ولتا فرستاد تا ناآرامی‌ها را در پی یک همه‌پرسی مورد مناقشه در مورد عضویت در کشور جدید فرونشاند. یک اعتصاب جدی رانندگان اتوبوس در آکرا درگرفت که ناشی از نارضایتی مردم گا بود که معتقد بودند با اعضای سایر قبایل در ارتقای مقام در کارهای دولتی رفتار ترجیحی می‌شود و این منجر به شورش‌هایی در آنجا در ماه اوت شد.
پاسخ نکرومه سرکوب جنبش‌های محلی توسط قانون اجتناب از تبعیض (۶ دسامبر ۱۹۵۷) بود که احزاب سیاسی منطقه‌ای یا قبیله‌ای را ممنوع می‌کرد. ضربه دیگری به قبیله‌گرایی در آشانتی اتفاق افتاد، که نکرومه و حزب کنوانسیون اکثر روسای محلی را که از حامیان حزب نبودند خلع کردند.
این اقدامات سرکوبگرانه مورد توجه احزاب مخالف بود که برای تشکیل حزب متحد تحت رهبری کوفی ابرفه بوسیا گرد هم آمدند. در سال ۱۹۵۸، یک نماینده مجلس از اپوزیسیون به اتهام تلاش برای به دست آوردن اسلحه در خارج از کشور برای نفوذ برنامه‌ریزی شده ارتش غنا دستگیر شد.
یکی دیگر از منابع تحریک، مجامع منطقه‌ای بود که به صورت موقت و در انتظار بحث‌های بیشتر در مورد قانون اساسی سازماندهی شده بود. اپوزیسیون، که در آشانتی و شمال قوی بود، خواستار اختیارات قابل توجهی برای مجامع بود. حزب کنوانسیون مردم (CPP) می‌خواست که آنها کم و بیش مشورتی باشند.
در سال ۱۹۵۹، نکرومه از اکثریت خود در مجلس برای پیشبرد مواد اصلاح قانون اساسی استفاده کرد، که مجامع را لغو کرد و به مجلس اجازه داد تا قانون اساسی را با اکثریت ساده اصلاح کند.
ملکه الیزابت دوم از سال ۱۹۵۷ تا ۱۹۶۰ در حاکمیت برغنا باقی ماند. ویلیام هار، پنجمین ارل لیستول فرماندار کل بود و نکرومه نخست‌وزیر باقی ماند. در ۶ مارس ۱۹۶۰، نکرومه طرح‌هایی را برای یک قانون اساسی جدید اعلام کرد که غنا را به یک جمهوری با یک رئیس‌جمهور دارای اختیارات اجرایی و مقننه گسترده. تبدیل می‌کرد. 

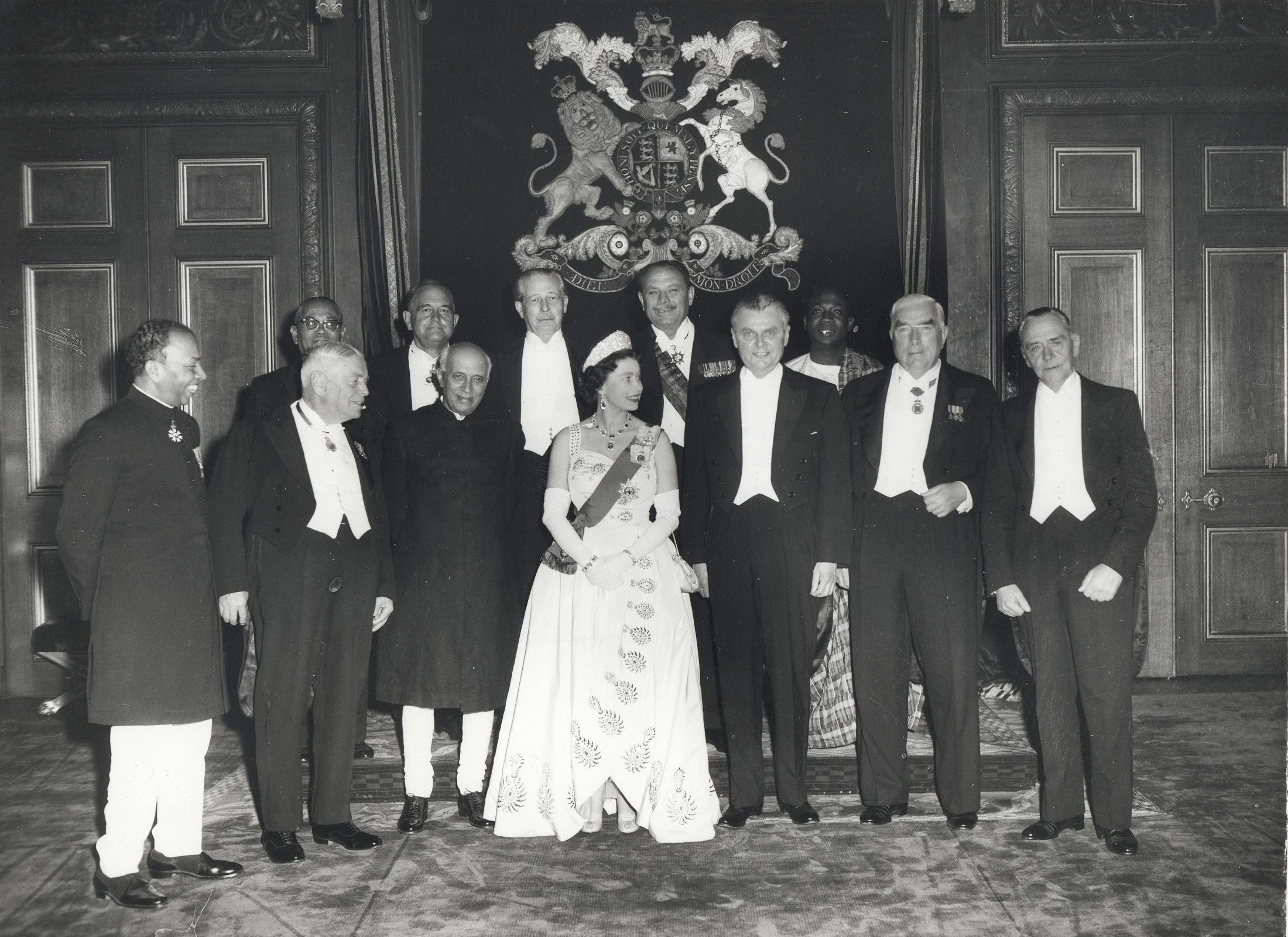
نکرومه (نفر اول در ردیف عقب) در کنفرانس نخست وزیران کشورهای مشترک‌المنافع در سال ۱۹۶۰

این پیش نویس شامل مقرراتی برای تسلیم حاکمیت غنا به اتحادیه کشورهای آفریقایی بود. در ۱۹، ۲۳ و ۲۷ آوریل ۱۹۶۰ انتخابات ریاست‌جمهوری و همه‌پرسی قانون اساسی برگزار شد. قانون اساسی به تصویب رسید و نکرومه با ۱٫۰۱۶٫۰۷۶ تا ۱۲۴٫۶۲۳ بر دانکوا نامزد UP پیروز شد و به ریاست جمهوری غنا انتخاب  انتخاب شد. غنا بخشی از کشورهای مشترک‌المنافع تحت رهبری بریتانیا باقی ماند.

## خدمات دولتی
پس از آفریقایی‌سازی قابل توجه خدمات دولتی در بین سالهای ۱۹۵۲ تا ۱۹۶۰- تعداد  مهاجران از ۱۹۶۰ تا ۱۹۶۵ بار دیگر افزایش یافت. بسیاری از کارگران خارجی جدید نه از بریتانیا، بلکه از اتحاد جماهیر شوروی، لهستان، چکسلواکی، یوگسلاوی و ایتالیا بودند. 

### آموزش

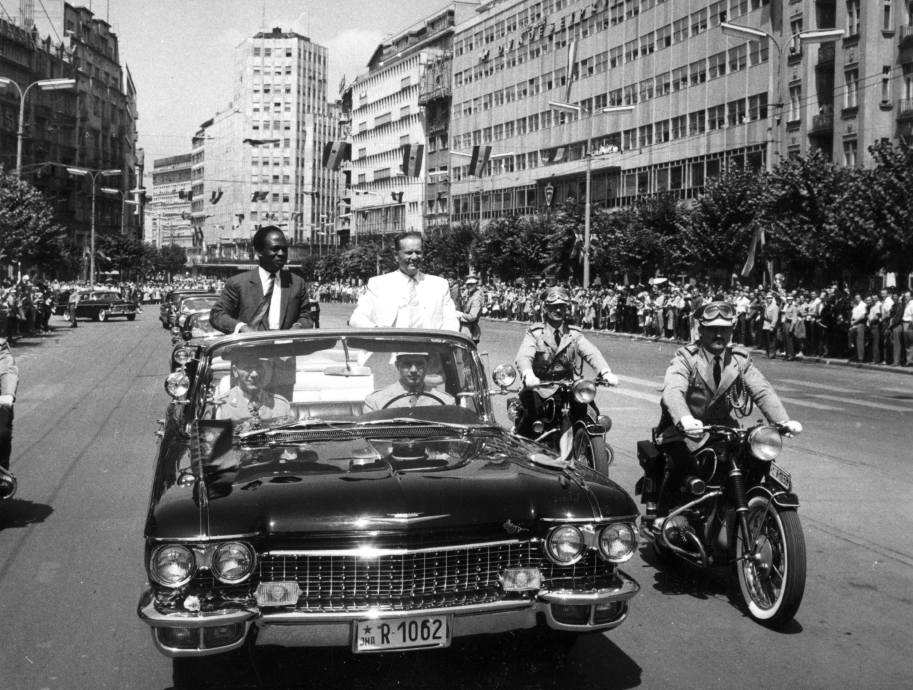
ورود رئیس‌جمهور غنا، قوام نکرومه، و رئیس‌جمهور یوگسلاوی، یوسیپ بروز تیتو، به کنفرانس جنبش غیر متعهدها ، بلگراد، 1961.

در سال ۱۹۵۱، حزب کنوانسیون مردم برنامه توسعه شتابان برای آموزش را ایجاد کرد. این طرح یک دوره ابتدایی شش ساله را راه اندازی کرد، که تا جایی که ممکن بود در سطح عام‌تر، با طیف وسیعی از امکانات دنبال شود.  همه کودکان باید حساب بیاموزند و همچنین پایه‌ای قوی برای شهروندی با سواد دائمی در هر دو زبان انگلیسی و بومی به دست آورند.
در سال ۱۹۶۲ آموزش ابتدایی اجباری شد. این طرح همچنین تصریح کرد که مدارس مذهبی دیگر بودجه ای دریافت نخواهند کرد و برخی از مدارس میسیون‌ها که موجود هستند توسط دولت تصرف خواهند شد. 
در سال ۱۹۶۱، نکرومه اولین سنگ بنای مؤسسه ایدئولوژیک قوام نکرومه را که برای آموزش کارمندان دولت غنا و همچنین ترویج پان آفریقایی‌گرایی ایجاد شد، گذاشت. در سال ۱۹۶۴، تمام دانشجویانی که وارد کالج در غنا می‌شدند، ملزم به شرکت در یک «جهت‌گیری ایدئولوژیک» دو هفته‌ای در این مؤسسه بودند. 

## سیاست اقتصادی

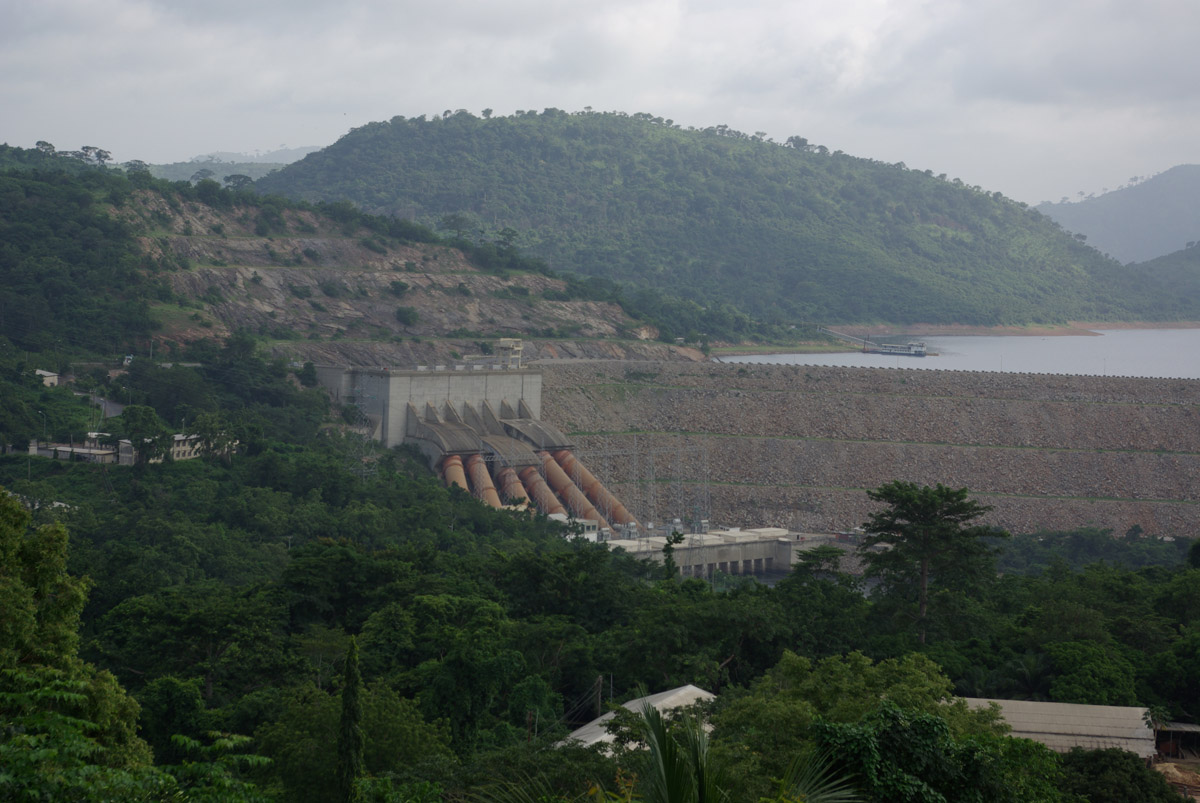
سد برق آبی آکوسومبو

ساحل طلا با مدارس، راه‌آهن، بیمارستان‌ها، تأمین اجتماعی و اقتصاد پیشرفته یکی از ثروتمندترین و پیشرفته‌ترین مناطق آفریقا بوده‌است.
نکرومه تلاش کرد تا اقتصاد غنا را به سرعت صنعتی کند. او استدلال کرد که اگر غنا با کاهش وابستگی به سرمایه خارجی، فناوری و کالاهای مادی، از سیستم تجارت استعماری فرار کند، می‌تواند واقعاً مستقل شود. 
پس از برنامه ده ساله توسعه، در سال ۱۹۵۹ نکرومه برنامه توسعه دوم را ارائه کرد. این برنامه توسعه تولید را خواستار شد: ۶۰۰ کارخانه که ۱۰۰ نوع محصول را تولید کند. 
قانون شرکتها که در نوامبر ۱۹۵۹ تصویب شد و در سالهای ۱۹۶۱ و ۱۹۶۴ بازنگری شد، چارچوب قانونی را برای شرکتهای عام ایجاد کرد که شامل شرکتهای دولتی نیز می‌شد. این قانون شرکت‌های بزرگ کشور را تحت نظارت وزرای دولت قرار داد. دفتر دبیرخانه شرکت‌های دولتی در کاخ ریاست جمهوری و تحت کنترل مستقیم رئیس‌جمهور قرار داشت. 
نکرومه پس از بازدید از اتحاد جماهیر شوروی، اروپای شرقی و چین در سال ۱۹۶۱، نسبت به نیاز به کنترل دولت بر اقتصاد متقاعدتر شد.

### پروژه‌های انرژی

بازدید نکرومه از سد آکوسومبو در حال ساخت، فوریه ۱۹۶۲.

حمایت نکرومه از توسعه صنعتی، با کمک دوست دیرینه و وزیر دارایی، کوملا آگبلی ، به پروژه رودخانه ولتا امتداد یافت: ساخت یک نیروگاه برق آبی، سد آکوسومبو بر روی رود ولتا در شرق غنا.
پروژه رودخانه ولتا محور اصلی برنامه اقتصادی نکرومه بود. در ۲۰ فوریه ۱۹۵۸، او به مجلس شورای ملی گفت: «بسیار عقیده دارم که پروژه رودخانه ولتا سریعترین و مطمئن‌ترین روش را برای هدایت ما به سوی استقلال اقتصادی ارائه می‌دهد.» غنا برای ساخت این سد از ایالات‌متحده، اسرائیل و بانک جهانی کمک گرفت.
شرکت کایزر آلومینیم با نکرومه برای ساخت این سد توافق کرد، اما آنچه را که با استفاده از نیروی تولید شده ان می‌توان تولید کرد، محدود کرد. نکرومه برای ساختن سد پول قرض کرد و غنا را بدهکار کرد. او برای تأمین مالی این بدهی، مالیات کشاورزان کاکائو در جنوب را افزایش داد.
این سد در ۲۲ ژانویه ۱۹۶۶ در میان تبلیغات جهانی توسط نکرومه افتتاح شد.
نکرومه پروژه راکتور هسته‌ای غنا را در سال ۱۹۶۱ آغاز کرد، کمیسیون انرژی اتمی غنا را در سال ۱۹۶۳ ایجاد کرد و در سال ۱۹۶۴ اولین سنگ را در ساختمان یک تأسیسات انرژی اتمی گذاشت.  

## سیاست خارجی و نظامی

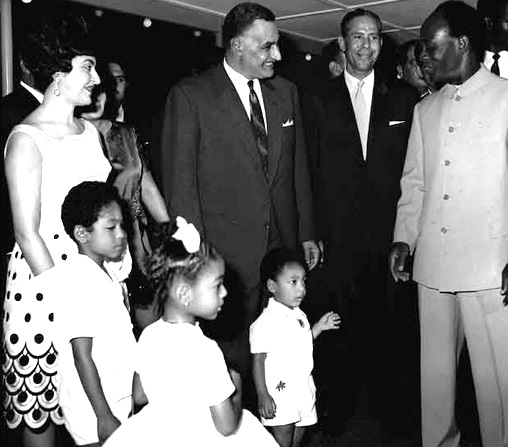
نکرومه و خانواده‌اش با جمال عبدالناصر، رئیس‌جمهور مصر، در جریان اجلاس سازمان اتحاد آفریقا در سال ۱۹۶۵ در آکرا ملاقات کردند.

نکرومه از ابتدای ریاست جمهوری خود به‌طور فعال سیاست پان‌آفریقایی را ترویج کرد. این امر مستلزم ایجاد یک سری سازمان‌های بین‌المللی جدید بود که جلسات افتتاحیه خود را در آکرا برگزار کردند.
این سازمان‌ها عبارت بودند از:
- اولین کنفرانس کشورهای مستقل، در آوریل ۱۹۵۸؛ [۷۸]
- کنفرانس خلق‌های آفریقا، با نمایندگانی از ۶۲ سازمان ملی‌گرا از سراسر قاره، در دسامبر ۱۹۵۸؛ [۷۹]
- اجلاس فدراسیون اتحادیه‌های کارگری سراسر آفریقا، در نوامبر ۱۹۵۹ برای هماهنگ‌کردن جنبش کارگری آفریقا.[۸۰]
- کنفرانس اقدام مثبت و امنیت در آفریقا، در آوریل ۱۹۶۰، در مورد الجزایر، آفریقای جنوبی، و آزمایش تسلیحات هسته ای فرانسه،[۸۱]
- کنفرانس زنان آفریقا ژوئیه ۱۹۶۰ [۸۲]

در همین حال، غنا از سازمان‌های استعماری از جمله شرکت هواپیمایی غرب آفریقا، هیئت ارزی غرب آفریقا، مؤسسه تحقیقات کاکائو غرب آفریقا، و دادگاه استیناف غرب آفریقا خارج شد. 

## زندگی شخصی

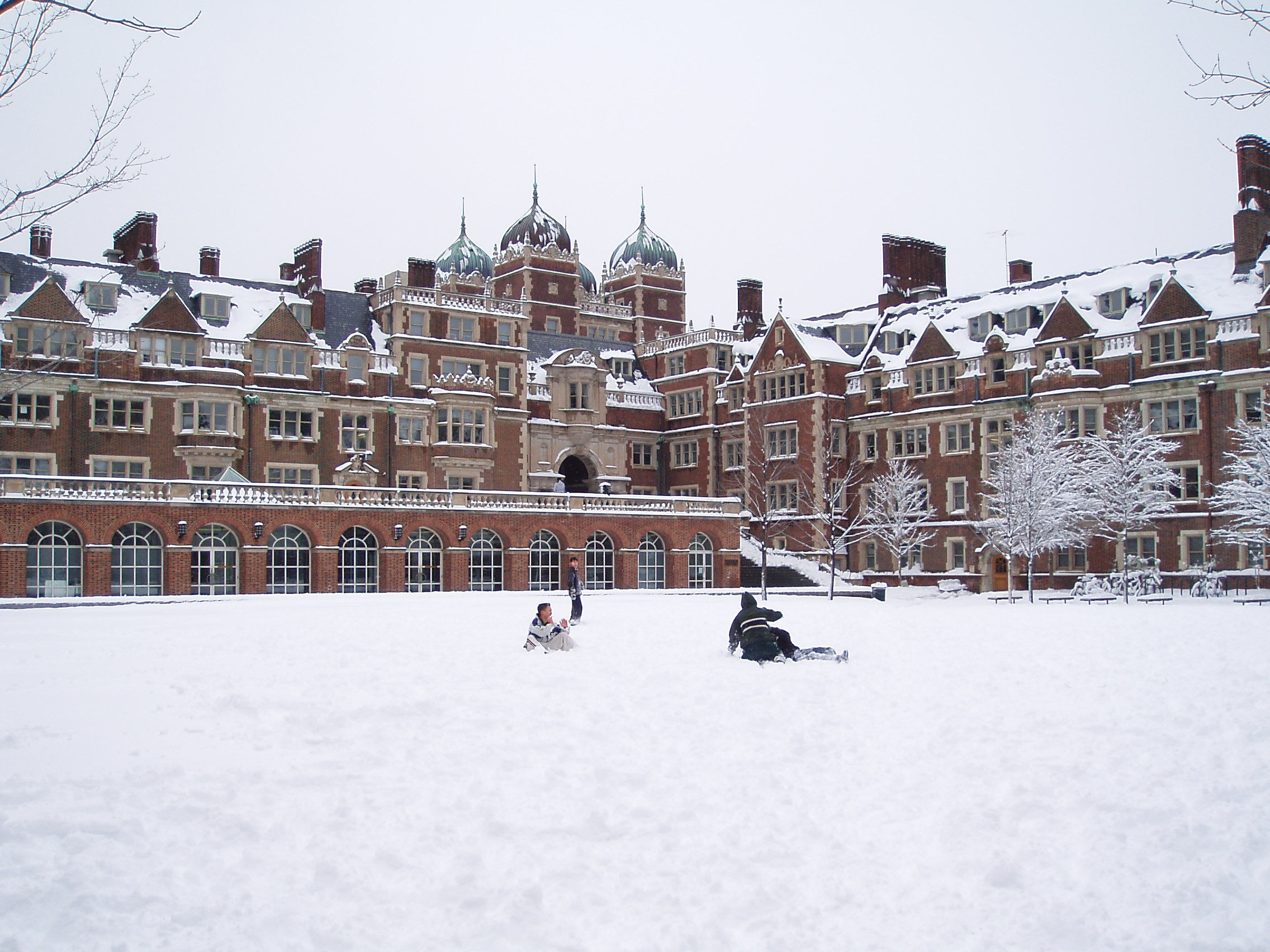
ساختمان محل زندگی قوام نکرومه

قوام نکرومه در روز ورودش به غنا، درشب سال نوی ۱۹۵۸، با فتحیه ریتزک، یک قبطی مصری، کارمند بانک و معلم سابق ازدواج کرد  مادر فتحیه پس از ازدواج یکی دیگر از فرزندانش با شوهر خارجی، از رضایت با ازدواج آنها امتناع کرد. 

## سرنگونی
در فوریه ۱۹۶۶، درحالی‌که نکرومه در یک سفر دولتی به ویتنام شمالی و چین بود، دولت او در یک کودتای خشونت‌آمیز به رهبری نیروهای ارتش و پلیس، با حمایت خدمات مدنی سرنگون شد.  توطئه‌گران به رهبری ژوزف آرتور انکرا، خود را شورای آزادیبخش ملی نامیدند و به مدت سه سال به عنوان یک دولت نظامی حکومت کردند.نکرومه تا زمانی که به چین رسید از کودتا مطلع نشد. پس از کودتا، نکرومه چهار روز در پکن ماند و نخست‌وزیر جئو ئن لای با او با حسن نیت رفتار کرد. 
نکرومه در کتاب خاطرات خود در سال ۱۹۶۹ «روزهای تاریک در غنا»، به دخالت آمریکا در کودتا اشاره کرد. او ممکن است این نتیجه‌گیری را بر اساس اسنادی که کاگ‌ب به او نشان داده‌است، گرفته باشد.